# Dominante (Begriffsgeschichte)
Der Begriff Dominante (frz. (note) dominante (Adj.) oder einfach: dominante (Subst.) von lat. dominans (Part. Prä,. von dominare), herrschend, beherrschend, vorherrschend; ital. u. span. dominante; engl. dominant) unterstand wechselnden Bedeutungen in der Musiktheorie. Seinen Ursprung hat der Begriff in der französischsprachigen Musiktheorie Mitte des 16. Jahrhunderts. Er bezeichnet ursprünglich den Rezitationston (Repercussa) beim Psalmodieren. Um 1600 bezeichnet er zudem die fünfte Stufe der Modi.
Er wird nach 1700 in die deutsche Musiktheorie eingebracht und ist durch Hugo Riemann seit 1893 zu einem Begriff der systematischen Harmonielehre geworden. Er wird noch heute so verstanden.

## Entstehung der Begrifflichkeit „Dominante“
„Dominante“ lässt sich nur im Zusammenhang mit der Entwicklung des Tonartbegriffs verstehen und basiert auf folgenden Grundlagen:

### Einstimmige Musik
Im Gottesdienst wurden zunächst und werden bis heute einstimmige Melodien gesungen. Hierbei können zwei Arten der Musikausführung unterschieden werden:
- improvisierte Textrezitation

Liturgische Texte (Lektionen von Bibeltexten, liturgische Worte, Psalmen etc.) werden im Sprechgesang vorgetragen.
Von der gleichbleibenden Tonhöhe auf der (wegen ihrer Wiederholung sogenannten) Repercussa wird signifikant nur am Anfang (Intonation) und am Ende (Differenzen = verschiedene Melodiefloskeln) abgewichen. Dafür sind verschiedene Modelle im Gebrauch.
Jede Textzeile wird durch die Mittelzäsur (Mediatio) zum Atemholen gegliedert.
8 „Töne“ (= Arten des Singens) wurden definiert. Die Tonhöhe des Rezitationstons ist in Noten zwischen dem F und dem d’ in der Tonlage der Männerstimmen fixiert.
- Komponierte Musik

Zuerst wurden einstimmige Melodien aufgeschrieben. Die einstimmig komponierten gregorianischen Gesänge sind anders als die Psalmodien auf den Schlusston bezogen. Jeder Gesang hat zudem zumeist einen zentralen Melodieton (Reperkussionston), der für den Ton (die Tonart, den Modus) charakteristisch ist.
Dieser befindet sich je nach Tonart eine Terz, eine Quart, eine Quint oder eine Sext über dem Schlusston (Finalis) der Melodie. Die Einteilung ist in Anlehnung an die improvisierte Textrezitation entstanden (Psalmtöne) und umfasst 8 Töne (= Kirchentonarten) mit den Schlussnoten d, e, f und g.
Der häufig wiederholte Ton (Reperkussionston) der authentischen Töne (Tonraum bis zu einer Oktav über der Schlussnote, Über- und Unterschreitungen möglich) liegt eine Quinte über der Finalis d, f, g und eine Sext über der Finalis e.
Der Reperkussionston der plagalen Töne (Tonraum bis zu einer Quint oberhalb der Finalis und einer Quart unterhalb, Abweichungen nach oben und unten möglich) liegt eine Terz über den Schlusstönen d und f und eine Quart über den Schlusstönen e und g.

### Mehrstimmige Musik
Die Tonart wird bei der mehrstimmigen Musik durch den Ténor, zumeist in Tenorlage bestimmt.
Der Schweizer Universalgelehrte Glarean erweitert in seinem Lehrbuch Dodekachordon 1547 die Anzahl der Tonarten um sechs: Hinzu kommen jeweils zwei Leitern mit den Grundtönen c, h und a (mit authentischem und plagalem Tonraum). Die bei h beginnende Tonleiter wird wegen ihrer fehlenden reinen Quinte über dem Grundton ausgeschieden, so dass für die Praxis weitere vier Tonarten verbleiben. Er belegt seine Lehrsätze durch einige Kirchenmelodien.
Der italienische Musiktheoretiker Zarlino übernimmt ab 1558 (Le Istitutioni Harmoniche) diese erweiterte Tonartenzahl und verzichtet ganz auf die Darstellung der Psalmen und des Gregorianischen Gesangs. Er behandelt in jeder Tonart die Töne I, V und III als Hauptnoten.
Begriffsgrundlage:
- innerhalb der improvisierten Textrezitation

Nach Herbert Schneider bezeichnete bereits Michel de Menehou 1558 (Nouvelle Instruction) die Repercussa als Dominante. Pierre Maillart stellt 1610 Diskrepanzen zwischen der Psalmodie und den Modi fest: Letztere dienten bei Glarean und v. a. bei Zarlino der Darstellung (hauptsächlich des mehrstimmigen) Komponierens. Aus chronologischen Gründen müssten die Modi aus den Psalmtönen abgeleitet worden sein. Maillart, der sich auf den liturgischen Gebrauch beschränkt, bezeichnet den Rezitationston der Psalmtöne immer als „dominante“. Die Mittelzäsur heißt „mediation“.
- für die komponierte mehrstimmige Musik

Adrien Le Roy, Marin Mersenne und seine Nachfolger übertragen die Begriffe Dominante und Mediation von der improvisierten Musik auf die 12 Modi komponierter Musik.
Dominante ist bei Le Roy (1583) die fünfte Stufe einer authentischen bzw. plagalen Tonart. Mediation ist für Le Roy bei den plagalen Tönen die Finalis, die in der Mitte des Tonraumes liegt, der bis zu einer Quint über die Finalis und einer Quarte darunter reicht. Dieses Verständnis von Mediation findet keine Nachfolge.
Weitere Ansätze:
Der Architekt und Ingenieur Salomon de Caus beteiligt sich am Diskurs über die Musik seiner Zeit auf der Grundlage von Zarlinos Lehre. Er wertet 1615 (Institution harmonique) die Quinte oberhalb der Finalis bei den authentischen Tönen als „dominante“ (vorherrschende Note); für die plagalen Töne wählt er die Finalis als „dominante“. Die erste Bezeichnung stimmt mit den Gepflogenheiten bei der theoretischen Darstellung der authentischen Töne (Modi) d, f, und g mit dem Rezitationston des Gregorianischen Gesangs überein. Die Einschätzung der übrigen „Dominanten“ ist ohne Vorbild und wird von anderen Autoren nicht aufgegriffen.

## Weiterentwicklung des Tonartbegriffs für die zeitgenössische mehrstimmige und instrumentale Musik
1. Frankreich
Der Jesuit Antoine Parran, Lehrer der alten und neuen Literatur, hat 1639 die kunsthafte Komposition im Blick. Er unterscheidet wie Maillart die Psalmtöne von den 12 Modi genannten Tonarten mehrstimmiger Musik und betrachtet Kompositionen im Ganzen:
Sie schließen mit der Finalis, es gibt Kadenzen im Lauf eines Stückes („Mediations“), die in der Regel zur Terz gehen. Einen Sonderfall bildet die Kadenz auf der Dominante, die außerhalb der Tonarten mit Grundton e die fünfte Stufe ist. Die Parallelsetzung zur Terminologie der Psalmtöne ist offensichtlich.
Guillaume-Gabriel Nivers unterscheidet „Kirchentöne“ und Modi. – Unter Kirchenton versteht er die tonhöhenmäßige Fixierung (Bestimmung der tatsächlich gesungenen Tonhöhe auf der Orgeltastatur) der Psalmtöne; die Repercussa ist gegebenenfalls der Stimmtonhöhe entsprechend so zu versetzen (zu transponieren), dass sie sich im leicht sangbaren Tonraum befindet.
Die Organist hat jetzt einen festen Platz bei der Ausführung der Liturgie: es können sogar einzelne Textteile durch Musik ersetzt werden. Dazu werden ganze Tonleitern mitgeteilt, die sich auf schon bekannte Tonleitern und ihre Transpositionen beziehen.
Die für den praktischen Gebrauch zum Begleiten des liturgischen Gesangs nötigen Versetzungen fanden zuvor erstmals in Italien bei Adriano Banchieri 1614 Erwähnung.
La Voye Mingot gibt 1656 den Unterschied zwischen authentisch und plagal auf, ebenso René Ouvrard 1658.
Charles Masson gibt in seiner Kompositionslehre nur noch die Dur- und Molleiter an, ebenso verfahren Étienne Loulié 1696 und Michel l’Affilard 1694.
In dem Manuskript von Guillet 1642 und bei La Voye Mingot 1656 werden neben der Finalis die Dominante und Mediante für die Tonart maßgeblich.
1690 fasst Denis Delair die drei Töne I, V und III einer Tonart als chordes essentielles (= wesentliche Saiten) zusammen. Diese Vokabel taucht schon beschreibend bei Maillart auf.
Sébastien de Brossard gibt in seinem Lexikon 1703 (Dictionaire de musique) die zu Begriffen gewordenen Charakteristika weiter.
Neue Bezeichnungen für die weiteren Töne der Tonleiter werden gefunden:
Saint-Lambert nennt die Finalis 1707 „la note Tonique“, François Campion 1716 qualifiziert u. a. den 7. Ton der Leiter als „notte sensible“, versteht dies aber eher als Charakterisierung denn als Begriff.
Die Tonleitern werden im Lexikon von Brossard allumfassend als gregorianische („Modo“ / „Tuono“), in der Transpositions- bzw. der Tonordnung der chants d’Eglise (Kirchentonarten oder Psalmtonarten, „Tuono“) und der Bedeutung als Dur und Molltöne mitgeteilt („Modo“).
So benennt Dandrieu 1718 die restlichen Töne der Dur- und (dorisch notierten) Moll-Tonleitern in Bezug auf die drei Haupttöne: I Finale, II Sufinale (= Ton oberhalb der Finalis), Mediante, IV Soudominante (Ton unter der Dominante), V Dominante, VI Soudominante, VII Soufinale. Diese Bezeichnungen bereitet Brossard mit seinen Intervallangaben vor („Modo“, 10. z. B. „un Ton plein au-dessous de la Dominante“).
Schon Brossard spricht von weiteren nicht zur Tonart gehörenden Tönen, die als „Belles chordes“ die Tonleiter zusätzlich bereicherten. Außerhalb der Tonleiter bleibt die nicht zur Ausgangstonleiter gehörende kleine bzw. große Terz, die erst Johann Mattheson als peregrin (= entlegen) einarbeitet. Er präzisiert an derselben Stelle die von Brossard benannten zusätzlichen (chromatischen) Töne im Hinblick auf die Dur- und Moll-Tonleiter und nennt diese „chordae elegantiores“. Damit erweitert sich das Tonart-Umfeld auf 12 ihrer Schreibweise nach bestimmbaren Töne.
2. Deutschland
Johann David Heinichen publiziert 1711 den Zirkel aller 12 Dur- und Molltonarten; 1713 vertritt der Hamburger Johann Mattheson ein eigenes Tonartenkonzept, das an die Tradition der 8 Kirchentöne mit fixierten real erklingenden Tonhöhen anknüpft. Er legt die für den Organisten transponierten 8 „Kirchentöne“ zu Grunde. Die übrigen 16 Tonarten werden jeweils in einer Folge von zweimal 8 zusammengefasst.
Johann Mattheson teilt in seiner Schrift Das beschützte Orchestre 1717 Brossards Begriffe latinisiert mit: Die „Chordae essentiales“ oder ‚wesentlichen Sayten’ sind „Chorda finalis, chorda dominans & chorda medians“; dazu kommen die aus der französischen Literatur übernommenen Kategorien der „naturales“ (6. und 7. Ton, die er in Moll nach der Bewegungsrichtung unterscheidet) und „necessariae“ (2. und 4. Ton).
1719 übernimmt er die Tonleiter-Darstellung in seine Exemplarische Organistenprobe ohne Angabe seiner französischen Quelle für die Begriffe. Dandrieu hatte 1717 für seine weiterentwickelten Begriffe dieselbe grafische Darstellung gewählt.
Die Dominante ist jetzt erstmals auch in der deutschen Musiktheorie zur fünften Stufe einer Dur- und Molltonleiter geworden. In der deutschsprachigen Literatur wird der Sachverhalt durch Johann Gottfried Walthers Musikalisches Lexicon, breiteren Kreisen zugänglich.

## Umdeutung: von der Generalbass- zur Harmonielehre
Jean Philippe Rameau nutzt neben den Begriffen „Notte tonique“, „Mediante“ und „Dominante“ 1722 zunächst nur den der „notte sensible“ exklusiv für den siebten Ton der Leiter. Letzterer ist häufig Bestandteil der „dominante tonique“. 1726 setzt er der Dominante, die eine Quint über der „Notte tonique“ steht, die „Sous-dominante“ gegenüber, die eine Quinte unter dieser steht. In seinen weiteren Schriften verfolgt er die Vorstellung einer Symmetrie dann nicht mehr.
Es scheint, dass sich der Terminus „Dominante“ erst in der zweiten Hälfte des 18. Jahrhunderts im deutschen Sprachbereich allmählich etablierte. So spricht Daniel Gottlob Türk in seiner Klavierschule 1789 von der Quinte einer Tonleiter „als die sogenannte Dominante, (die nächst dem Haupttone gleichsam herrschet)“. Der Dreiklang der ersten Stufe wird „Tonica“ genannt.
Heinrich Christoph Koch widmet der Dominante 1802 in seinem Musikalischen Lexikon einen eigenen Artikel; er nennt die Subdominante noch nicht als Begriff. Ebenso verfährt er in seinem Kurzgefaßten Handwörterbuch 1807. Im Musikalischen Conversations-Handlexikon von Gustav Schilling (1841) finden sich „Dominante“, „Subdominante“ und „Tonica“ knapp dargestellt. Arrey von Dommer bezeichnet die Tonart der fünften Stufe, die Quinttonart, bereits als „Dominanttonart“.
Hugo Riemann beschreibt im Musik-Lexikon von 1884, dass D. nicht nur der fünfte Ton genannt werde, sondern „in neuerer Zeit auch der Dreiklang, der auf demselben seinen Sitz hat“. Er gibt die Benennungen Rousseaus, der sich der Auffassung Dandrieus anschließt, bis zur sechste Stufe weiter und stellt dann die Symmetrie der „Unterdominante“ f-a-c und der „Oberdominante“ g-h-d bezogen auf die Tonika c-e-g dar. Die Beschränkung der Harmonik auf diese drei Klänge und ihre daraus abgeleiteten Molldreiklänge d-f-a, e-g-h und a-c-e,  erscheint ihm „als Willkür und steht im Widerspruch zur praktischen Musikausübung. Der Begriff der Tonart ist daher zu dem der Tonalität (…) erweitert worden und die Tonleiter erscheint nur als melodischer Gang durch die Töne eines Akkords mit Einschaltung von Durchgangstönen.“ (Artikel: Durtonart)
Riemann nennt später (z. B. Ausgabe 1900) Salomon de Caus 1615 als frühesten Gewährsmann für den Terminus und beschreibt Bedeutungsunterschiede. Seine Definition ist jetzt recht entschieden: „Dominante heißt die Quinte der Tonart, sowie der auf derselben basierende Akkord.“ Diese Definition ist auch in der von Alfred Einstein herausgegebenen 9. Auflage 1919 enthalten. Dazu kommt neben dem Hinweis auf Rameau und auf Johann Friedrich Daube (1756)
folgende Stellungnahme: „H. Riemann beugt in seiner neuen Harmoniebezeichnung einem Rückfalle in die alten Namenhäufungen und Unterscheidungen dadurch vor, daß er die Anfangsbuchstaben der drei Funktionen (T, S, D) als alleinige Grundlage durchführt.“ Die Dominante wird zu einer der drei wesentlichen Funktionsharmonien Tonika (abgekürzt T), Subdominante (abgek. S) und Dominante (abgek. D) um die „Logik“ der Kadenzbildung zu beschreiben. Riemann hatte diese „Funktionsbezeichnung“ zur Chiffrierung der Harmonien erstmals in seiner Schrift Vereinfachte Harmonielehre (1893) verwendet und zur Funktionstheorie ausgebaut.